# تجدد (روزنامه)

نامواره روزنامه.

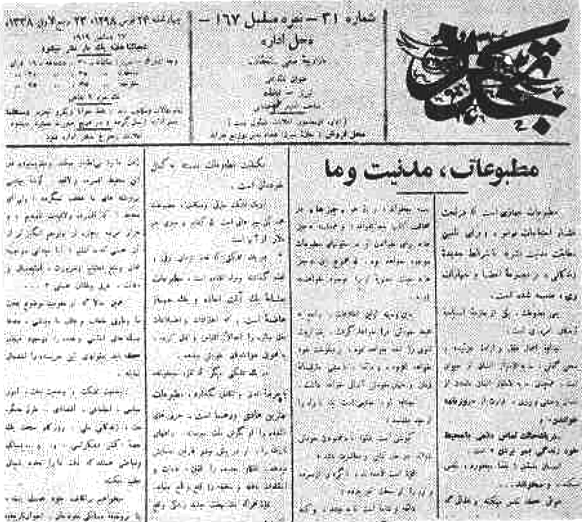
نامواره روزنامه.

روزنامه تجدد یا ارگان حزب دموکرات نام روزنامه‌ای بود که شیخ محمد خیابانی منتشر می‌کرد. مدیر آن تقی رفعت بود و در برخی مقاله‌ها نام مستعار «فمینا» را به کار می‌برد.
در تجدد چندین نویسنده زن نیز فعال بودند. برای اولین بار واژه فمینیسم در ادبیات فارسی (در سال ۱۲۹۹ خورشیدی) در این روزنامه استفاده شد. تجدد تنها روزنامه ای بود که در آن سال‌ها اخبار مربوط به کشتار چند ده هزار نفری مردم ارومیه توسط جیلوها اشاره می‌کرد.